# Sneakernet

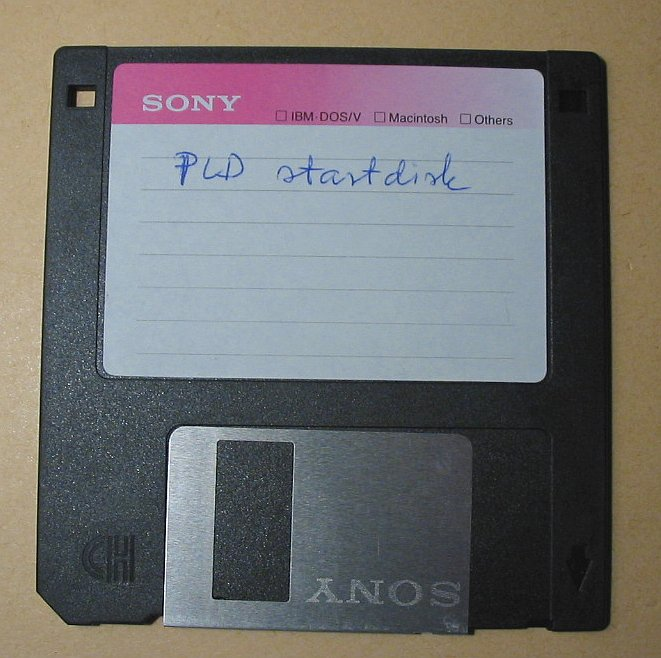
Um disquete usado para transferência de dados para o computador

Sneakernet é um termo informal para descrever a transferência de uma informação eletrônica (especialmente arquivos de computadores), isto é, fisicamente mover uma mídia como fita magnética, disquetes, CDs, pen drives ou discos rígidos de um computador para o outro.
O termo é, na realidade, uma brincadeira tongue-in-cheek com a palavra Ethernet, referindo-se ao fato de alguém usar um tênis para transportar dados (Sneaker significa, em inglês, tênis.)
O termo também é utilizado para se direcionar a troca de dados de latências e larguras de banda.
Uma das vantagens do sneakernet é a possibilidade de transportar imensas quantidades de dados, que seria inviável pela internet.

## Usos
O Google utiliza a snearkernet para arquivar dados astronômicos, obtidos peloTelescópio espacial Hubble. Até 2007, o telescópio já havia produzido 120 terabytes de dados, enviados para o Google pelo Space Telescope Science Institute, que foram enviados para a sede da empresa com discos rígidos. Os 6 terabytes de dados termais de Marte produzidos pela Universidade do Estado do Arizona seguiram um caminho parecido.
Em temos mais recentes, a quantidade de dados usados é maior, mas a estratégia da sneakernet se mantém. Para formar imagens de buracos negros, o projeto Event Horizon Telescope captura dados em telescópios localizados no Chile, Havaí, Espanha, Antártida e outros locais, grava em discos rígidos comuns, e posteriormente transporta os discos por avião até os Estados Unidos, onde são processados. A equipe trabalha com dados na casa dos cinco petabytes, que demoraria anos para ser enviado pela internet. Assim foi obtida a fotografia do buraco negro M87* em 2019.